# 聖母升天主教座堂 (阿里亞諾伊爾皮納)

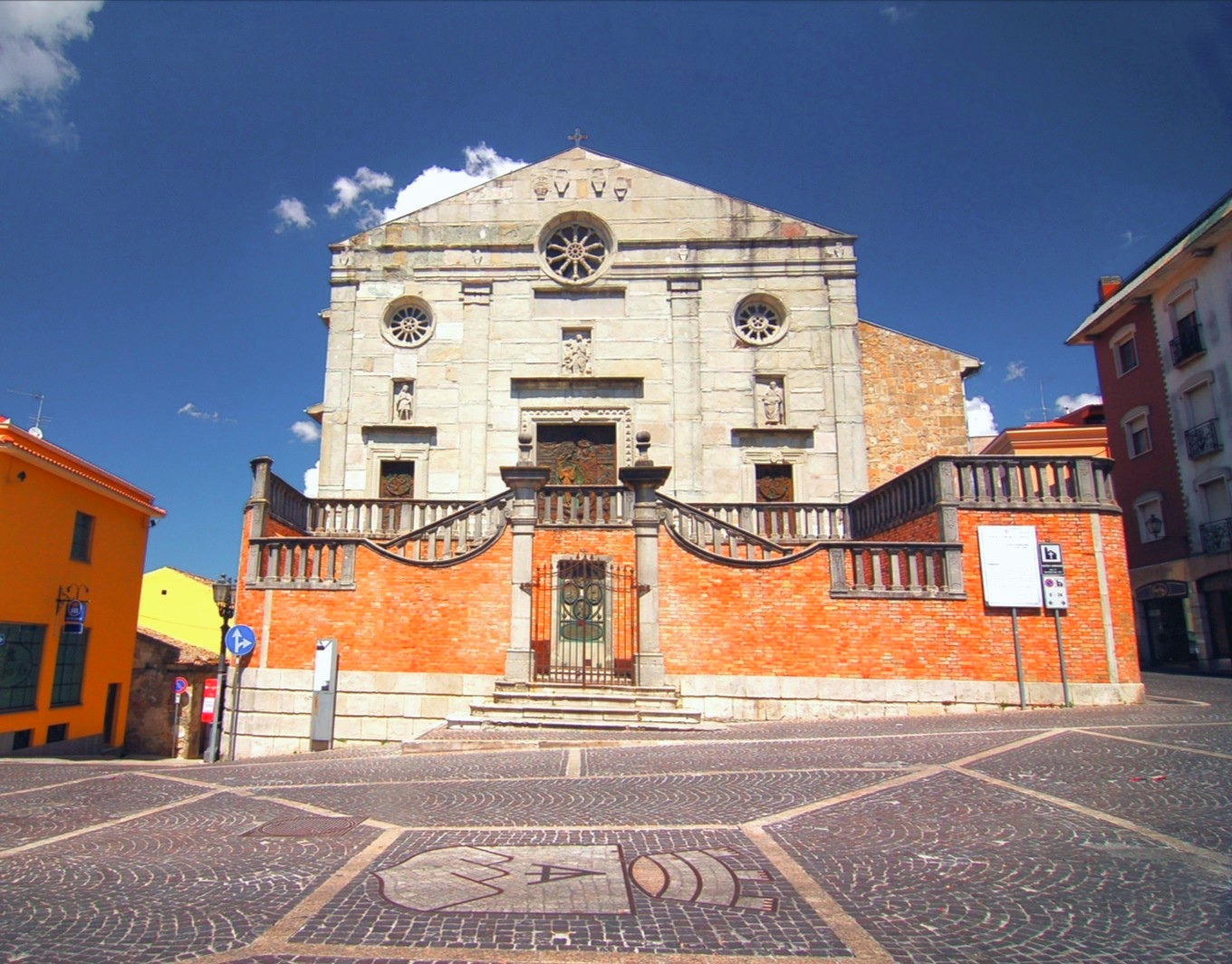
西立面

阿里亚诺伊尔皮诺圣母升天主教座堂（義大利語：Cattedrale di Santa Maria Assunta，Duomo di Ariano ）是一座罗马天主教宗座圣殿、天主教阿里亚诺伊尔皮诺-拉切多尼亚教区的主教座堂，位于意大利坎帕尼亚大区阿韦利诺省阿里亚诺伊尔皮诺。
该堂为罗马式建筑，拉丁十字平面，有三个中殿，终点是祭衣间。该堂供奉圣母升天以及该城主保圣人 Ottone Frangipane和 Elzéar of Sabran。1984年，若望保禄二世将其升格为宗座圣殿。
这座建筑始建于10世纪，建在古代阿波罗神庙的废墟上，多次遭受地震和掠夺的破坏，数世纪以来，这座建筑进行了无数次的维修和翻新。原来的建筑在988年的一次地震中被毁。它很快被重建，新教堂一直屹立到1255年，在古老的地下室和内部壁柱（现在已涂上灰泥）的下部仍然可以看到这些遗迹。
西西里国王曼弗雷迪的军队冲进城墙，摧毁了包括该堂在内的整个城市，因为它忠于教宗。新国王查理一世打败曼弗雷德时，重建了曼弗雷德摧毁的所有地方，包括阿里亚诺和它的主教座堂，直到1309年才完成。新建筑在1349年和1456年的地震中被摧毁了。当时的主教奥索·德莱昂发起了重建。
该堂在1688年、1702年和1732的地震中再次被毁。最后一次，当时的主教菲利波·蒂帕迪（Filippo Tipaldi）于1736年完成了这座新建筑，使其具有了今天的形式和结构。内部以巴洛克风格的装饰灰泥覆盖，隐藏了巨大石头的壁柱和拱门，没有留下先前罗马式和哥特式特征的痕迹。
从外部看，其西立面是罗马式，山字（或双坡）顶，建于1500年，使用来自罗塞托瓦尔福尔托雷的绿色砂岩。三个入口也属于这一时期，但玫瑰窗则较晚。这座建筑高耸在街道之上，要通过一系列后期建造的台阶到达。
阿里亚诺主教座堂保存了一根刺，据信是从耶稣的荆棘冠冕上取下的。这根刺从1633年开始就有记载，据称每当恰逢3月25日的圣周五就会出血。这也是圣母领报和耶稣被钉十字架的传统日期。现在，荆棘宝藏仍然保存在主教座堂附近的教区博物馆内。

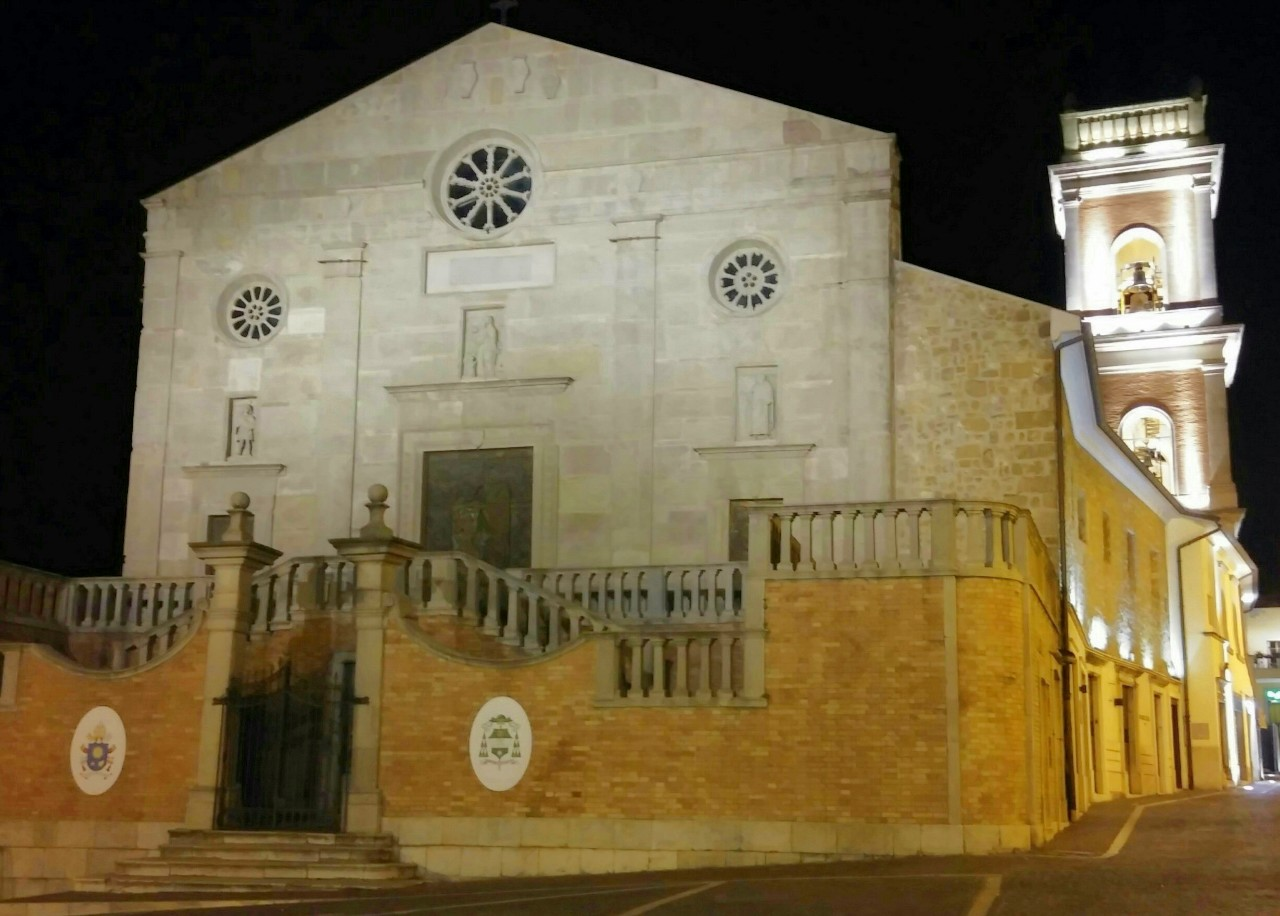